# Phenomenon (альбом UFO)
Phenomenon — третий студийный альбом британской рок-группы UFO, выпущенный в мае 1974 года.

## Об альбоме
Это первый альбом UFO, вышедший на лейбле Chrysalis. Продюсером альбома стал Лео Лайонс, басист группы Ten Years After.
После того, как ушёл гитарист Мик Болтон, группа долго не могла найти подходящую замену. Некоторое время в группе играли Ларри Уоллис, потом Берни Марсден. Наконец летом 1973 гитаристом группы стал Михаэль Шенкер, перешедший в UFO из Scorpions. 
Группа сменила свой стиль, уйдя от спэйс-рока к хард-року. По мнению онлайн-издания Ultimate Classic Rock, смена стиля пошла группе на пользу. Михаэль Шенкер написал вместе с коллегами ряд будущих классических треков, включая «Doctor Doctor», «Too Young to Know» и «Rock Bottom». Как считает обозреватель этого издания, наряду с менее известными номерами, такими как «Oh My», «Time on My Hands» и «Queen of the Deep», эти песни продемонстрировали мощное, чёткое хард-роковое звучание, которое нашло отклик у большего числа поклонников; это подтверждается сравнительно прохладным приёмом таких ретро-образцов спейс-рока, как «Crystal Light» и «Space Child», от которых вскоре пришлось отказаться. 
«Rock Bottom» — определяющая композиция Шенкера, которая была написана ещё в 1973 году и дала ему впечатляющие сольные возможности, особенно в «живом» исполнении. По словам Михаэля, версия, которую они записали для Phenomenon, началась на репетициях как рифф, музыканты продолжали добавлять к ней новые риффы, а потом Фил Могг показал, как превратить это в песню. Как говорит сам гитарист: «Мне было очень важно иметь песню, в которой я смогу импровизировать и просто отправиться в приключение – и именно это и есть „Rock Bottom“. У неё отличный рифф, но есть середина, когда всё было полностью импровизировано». Электронный журнал PopMatters, отмечая мастерство юного гитариста, пишет: «В альбоме 1974 года Phenomenon 19-летний Шенкер сразу же произвёл впечатление, и лучше всего это демонстрирует дерзкая композиция „Rock Bottom“, которая начинается как металлический буги-вуги, а затем превращается в завораживающее продолжительное сольное выступление молодого бога гитары».
Композиция «Rock Bottom» вошла в список «Величайших рок-песен всех времён», составленный британской радиостанцией Planet Rock. Основной рифф песни получил признание как один из лучших гитарных риффов всех времён по версии нескольких музыкальных изданий. Гитарное соло Михаэля Шенкера из песни «Rock Bottom» вошло в список «50 величайших гитарных соло всех времён» по версии журнала Total Guitar и в сотню «Величайших гитарных соло рока» журнала Classic Rock.
Ещё один классический номер «Doctor Doctor» и её культовый рифф Шенкер сочинил, впервые открыв для себя многослойное звучание Echoplex. В интервью 2016 года Шенкер вспоминал: «Я просто придумал последовательность аккордов… петля идёт по кругу… гармония… и так далее, и я подумал: „Вау, это потрясающе! Звучало так здорово!“ Я записал её на тот дешёвый магнитофон, который у меня был». Затем он сыграл песню Филу Моггу, пока они ехали на эскалаторе в лондонском метро, и они вдвоем придумали мелодию и остальную часть песни, используя гитарные партии Шенкера. Концертная версия этой песни из альбома Strangers in the Night в 1979 году попала в топ-40 британских чартов. Трек исполняли несколько хэви-метал групп, включая Iron Maiden, которые на протяжении десятилетий транслировали эту песню в качестве вступления практически на каждом своём концерте.

## Релиз и критика
Ни альбом, ни синглы с него не имели успеха в чартах. Хотя альбом не пользовался большим успехом, он задал новое направление группы, которому они будут следовать в последующие годы. Кроме того, он стал первым из многих альбомов UFO, в которых были представлены работы арт-студии Hipgnosis.
Музыкальный критик Мартин Попофф, отмечая в своей рецензии гитарную работу Михаэля Шенкера, пишет: «В альбоме, как ни странно, присутствуют две самые известные песни группы, „Doctor Doctor“ и „Rock Bottom“, а также серия треков, которые переносят нас из эпохи Болтона с прицелом на современность, причем „Oh My“ – лучший из них. Тем не менее, эта классика представляет собой прекрасное знакомство с тевтонским стилем немецкого вундеркинда группы».
Эдуардо Ривадавия, анализируя структуру альбома, отмечает, как Phenomenon запечатлел переход группы от угасающего спейс-/арт-рока («Space Child» и «Queen of the Deep») к восходящему хард-року («Too Young to Know», «Oh My»), с несколькими отклонениями по пути (фолковая «Time on My Hands», кантри-песня «Lipstick Traces») и двумя истинными рок-эталонами — «Doctor Doctor» и «Rock Bottom». «С этого момента UFO лишь ещё больше сосредоточились на этих выигрышных чертах», — пишет журналист.
Дэвид Фрике из журнала Rolling Stone в своей рецензии на сборник The Best of UFO (1974-1983) пишет: «UFO поначалу были скорее импровизаторами, чем композиторами (баллады были, по сути, передышкой между пушечными ядрами), и Phenomenon начинается осторожно: „Oh My“ звучит так, как и написано. Но тяжёлые атаки в стиле The Yardbirds в этом альбоме — „Doctor Doctor“ и „Rock Bottom»“ — два лучших момента в истории UFO и Шенкера».

## Список композиций
| №                   | Название            | Автор(ы)                                       | Длительность |
| ------------------- | ------------------- | ---------------------------------------------- | ------------ |
| 1.                  | «Too Young to Know» | Пит Уэй, Фил Могг                              | 2:27         |
| 2.                  | «Crystal Light»     | Михаэль Шенкер, Фил Могг                       | 3:47         |
| 3.                  | «Doctor Doctor»     | Михаэль Шенкер, Фил Могг                       | 4:12         |
| 4.                  | «Space Child»       | Михаэль Шенкер, Фил Могг                       | 4:01         |
| 5.                  | «Rock Bottom»       | Михаэль Шенкер, Фил Могг                       | 6:31         |
| 6.                  | «Oh My»             | Михаэль Шенкер, Фил Могг, Пит Уэй, Энди Паркер | 3:10         |
| 7.                  | «Time on My Hands»  | Михаэль Шенкер, Фил Могг                       | 4:12         |
| 8.                  | «Built for Comfort» | Вилли Диксон                                   | 3:08         |
| 9.                  | «Lipstick Traces»   | Михаэль Шенкер                                 | 2:20         |
| 10.                 | «Queen of the Deep» | Михаэль Шенкер, Фил Могг                       | 5:43         |
| Общая длительность: | Общая длительность: | Общая длительность:                            | 39:31        |

| №                   | Название                            | Автор(ы)                                       | Длительность |
| ------------------- | ----------------------------------- | ---------------------------------------------- | ------------ |
| 11.                 | «Sixteen» (демо)                    | Михаэль Шенкер, Фил Могг, Пит Уэй, Энди Паркер | 3:48         |
| 12.                 | «Oh My» (демо)                      | Михаэль Шенкер, Фил Могг, Пит Уэй, Энди Паркер | 4:12         |
| 13.                 | «Give Her the Gun»                  | Михаэль Шенкер, Фил Могг, Пит Уэй, Энди Паркер | 3:58         |
| 14.                 | «Sweet Little Thing»                | Фил Могг, Пит Уэй                              | 3:51         |
| 15.                 | «Sixteen»                           | Михаэль Шенкер, Фил Могг, Пит Уэй, Энди Паркер | 3:55         |
| 16.                 | «Doctor Doctor» (концертная запись) | Михаэль Шенкер, Фил Могг                       | 4:24         |
| Общая длительность: | Общая длительность:                 | Общая длительность:                            | 63:46        |

## Участники записи
- Фил Могг — вокал
- Михаэль Шенкер — гитара
- Пит Уэй — бас-гитара
- Энди Паркер — ударные